# ジョン・ランシング・ジュニア
ジョン・テン・アイク・ランシング・ジュニア（英:John Ten Eyck Lansing, Jr.、1754年1月30日-1829年12月12日）は、アメリカ合衆国の法律家、政治家である。アメリカ合衆国下院議員ゲリット・Y・ランシングの叔父にあたる。
アメリカ独立戦争中の1776年から1777年、ランシングはフィリップ・スカイラー将軍の軍事秘書官を務めた。その後、ニューヨーク邦議会議員を1780年から1784年、1785年から1786年、および1788年から1789年に務め、最後の2期では議長も務めた。1786年、オールバニ市長に指名された。1787年フィラデルフィアでのアメリカ合衆国憲法制定会議のニューヨーク邦代表となった。この会議では、アメリカ合衆国を一つの政府の下に統一する法律に強く反対した。独立した諸州を一つに纏めることを含み新しい案を提案することが決められたとき、ランシングとロバート・イェーツは会場を去る理由を書いた手紙を残して会議から離脱した。ランシングとイェーツは憲法に署名することは無かった。1798年2月15日、ニューヨーク州最高裁判所の主席判事に指名された。1801年、ロバート・リビングストンの後を継いで、ニューヨーク州衡平法裁判所の2代目判事になった。
1829年12月12日、ランシングはマンハッタンのホテルを出てニューヨーク市の波止場で手紙を出しに行ったが、その後を見た者はいない。75歳没。水死したかおそらくは殺されたと見られた。慰霊碑がオールバニ地方墓地に建立された。その未亡人は1834年に死んだ。